# Ирина Гуро
Ирина Гуро (настоящее имя Раиса Романовна Соболь; 1904—1988) — советская писательница и сотрудница спецслужб, капитан госбезопасности.

## Биография
Родилась в семье директора крупного завода.
В 1919 принимала участие в организации кружков красной молодёжи. С 1920 член КСМ, с 1921 член уездного комитета КСМ в Белгороде.
В 1921 поступила на юридический факультет Харьковского института народного хозяйства, который окончила в 1924. В 1923—1926 на судебной работе. В 1925 вступила в ВКП(б).
С 1926 в органах ОГПУ, работала в Экономическом управлении, затем в Иностранном отделе.
В 1938 арестована по показаниям её мужа М. Е. Ревзина, с которым прожила 13 лет. На следствии вину не признала, осуждена на 8 лет по подозрению в шпионаже. Находясь в заключении, написала письмо Л. П. Берии, после чего в сентябре 1941 была освобождена с прекращением дела.
С 16 октября 1941 по 27 июля 1942 оперуполномоченный в Особом отделе Юго-Западного фронта. С августа 1942 инструктор разведывательного отряда штаба Северной группы партизан. 12 января 1944 КПК отказал Р. Р. Соболь в восстановлении в партии, разрешив вступить в ВКП(б) на общих основаниях. В мае 1945 уволена в запас.
Стала писательницей с литературным псевдонимом Ирина Гуро. В 1948 повторно вступила в ВКП(б). В 1958 принята в Союз писателей СССР.

## Публикации
Автор книг «В добрый путь, Кумриниса» (1950), «Один из вас» (1951), «На суровом склоне» (1953), «Синий кабан» (1955), «На суровом склоне» (1957), «Кто пил воду из Зеравшана» (1959), «Наша знакомая Гульджан» (1959), «Путь сибирской дальний» (1959), «Барбюс» (1962, совместно с Л. В. Фоменко), «Всем смертям назло» (1964), «Дорога на Рюбецаль» (1966), «Взрыв» (1973), «…И мера в руке его» (1973), «Веснушка, собака и кандидат в президенты» (1974), «Песочные часы» (1976), «Конь мой бежит» (1987, в соавторстве с П. А. Судоплатовым, выступившим под псевдонимом А. Андреев), «Ольховая аллея. Повесть о Кларе Цеткин» (1989, издана посмертно). В 1971 году по роману «Дорога на Рюбецаль» был поставлен одноимённый фильм. В 1985 году издан двухтомник избранных произведений. Лауреат премии имени Н. А. Островского.

## Звания
- Лейтенант государственной безопасности;
- Капитан.

## Награды
- орден Отечественной войны 2-й степени;
- две медали «За отвагу»;
- медаль «Партизану Отечественной войны» 1-й степени;
- медаль «За оборону Москвы»;
- медаль «За победу над Германией»;
- другие медали.